# パツクァロ
パツクァロ (スペイン語: Pátzcuaro、 [ˈpatskwaɾo]) はメキシコのミチョアカン州にある自治体（ムニシピオ）、およびその筆頭市。パツクァロ湖の南に位置する。

## 名称
パツクァロという語の意味については様々な候補が挙げられている。まず初めに黒染めする場所を意味する“phascuaro”や土台の場所を意味する“petatzecuaro”、さらにはガマが生える場所を意味する“petatzimícuaro”、またその他には幸福の地や神殿の所在地を意味する言葉から来ているとする説もある。

## 歴史
ヌエバ・エスパーニャ初代副王であるアントニオ・デ・メンドーサの記録によると、チチメカの首長であるクラタメの2人の息子たちによって建設されたとされる。その年代は不明だが、クラタメの2人の息子が1360年ごろに死んだとされることから逆算して、1324年前後に建設されたと推測されている。その後タラスカ王国が成立すると、その最初の首都になった。当初タラスカ王国にはパツクァロ、ツィンツンツァン、イワツィオ (Ihuatzio) の3つの中心地があったが、後にツィンツンツァンが首都となり、パツクァロは祭祀上の中心となった。
スペインによる征服後、第1アウディエンシアの長官ヌーニョ・デ・グスマンは西部に暴力的な遠征を行い、タラスカ王国の最後のカソンシであるタンガシュアン2世を拷問・殺害した。タラスカ王国の滅亡後、その地にミチョアカン教区が成立すると、1538年にその初代司教としてバスコ・デ・キロガが赴任し、司教座をツィンツンツァンからパツクァロに移した。1539年7月26日の勅令でパツクァロがミチョアカンの首都に定められ、1553年には紋章を持つ都市(Ciudad)の称号を得た。キロガはパツクァロに教会やコレヒオ・デ・サン・ニコラス・デ・オビスポを建設し、町を発展させた。しかしながら、キロガの没後、1575年にミチョアカンの首都は新たに建設されたバリャドリード（現在のモレリア）へと移され、その後司教座やコレヒオもバリャドリードに移転した。
メキシコ独立革命後、1831年にムニシピオの地位を得た。ポルフィリオ・ディアス大統領時代の1886年に州都モレリアとパツクァロの間に鉄道が開通した。
パツクァロは先住民固有の特徴と植民地時代の特徴を保ち続け、2002年にメキシコ政府により「プエブロ・マヒコ」の一つに選ばれた。

## イベント
パツクァロ及びその中にある湖のエリアは、死者の日の祭典でよく知られている。

## パツクァロ出身の有名人
- ヘルトルディス・ボカネグラ (Gertrudis Bocanegra)  - メキシコ独立革命に参加し、殉死した女性。
- アルフレド・サルセ (Alfredo Zalce)  - パツクァロ生まれの画家。